# Igreja Matriz de Santo Antônio de Ouro Branco

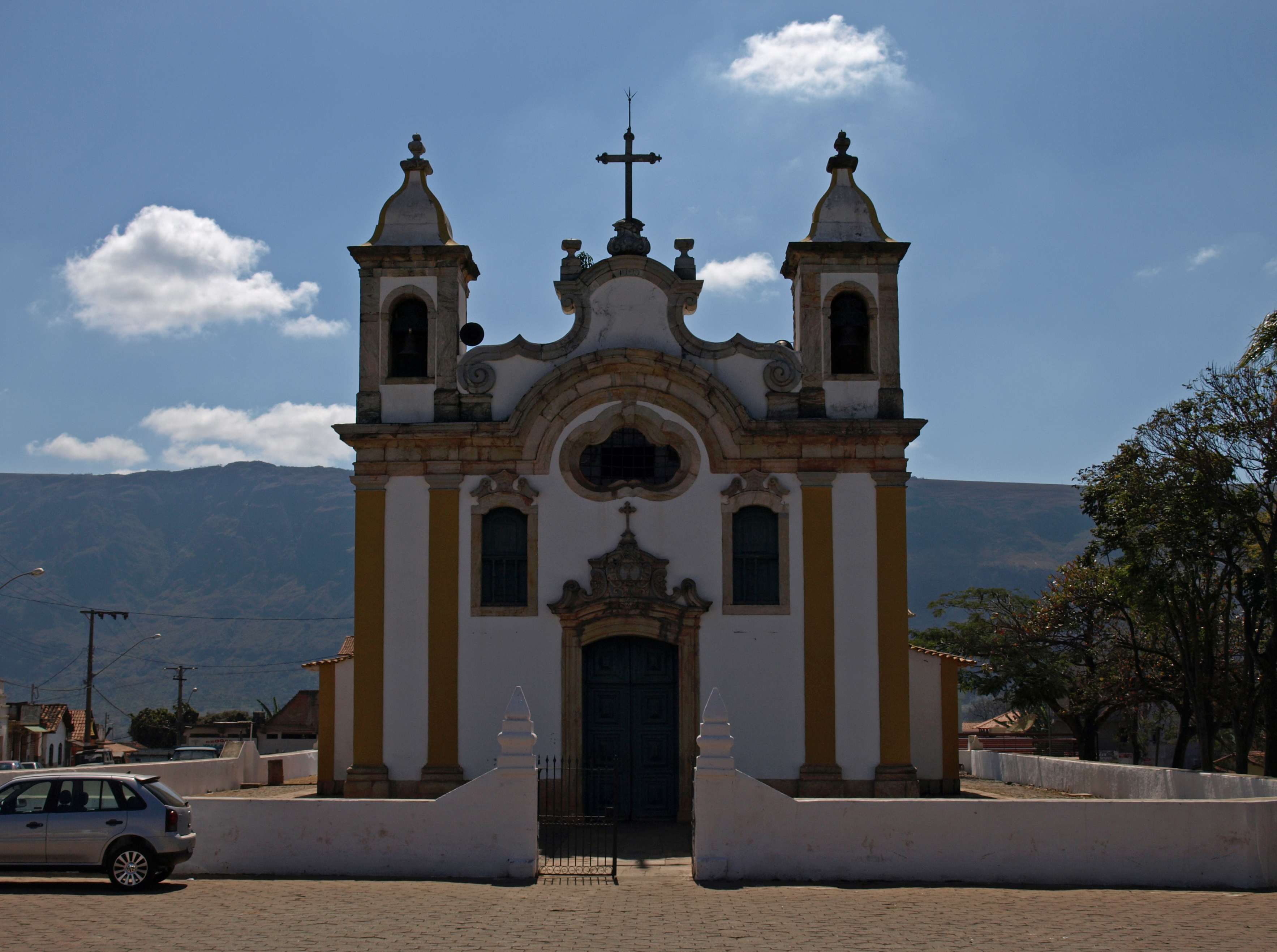
Igreja Matriz de Santo Antônio de Ouro Branco.

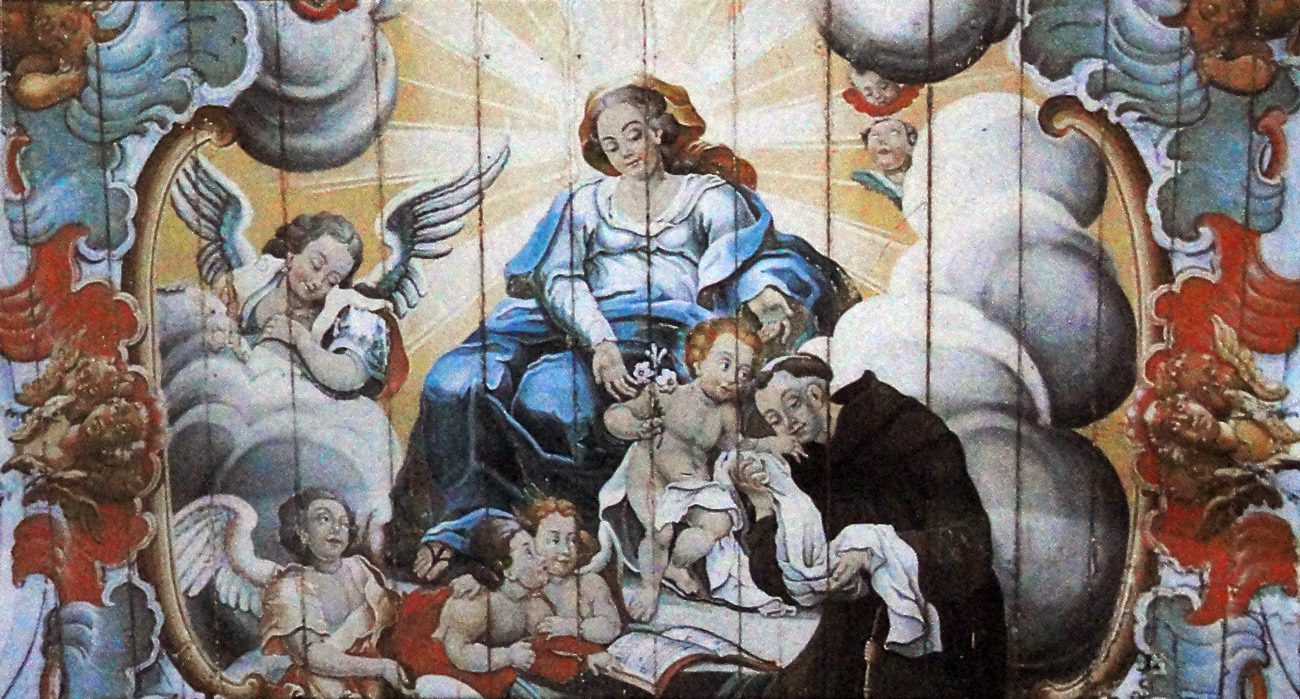
Detalhe de “A Virgem entrega o Menino Jesus a Santo Antônio de Pádua”, Matriz de Santo Antônio em Ouro Branco.

A Igreja Matriz de Santo Antônio, que se encontra na região central do município de Ouro Branco, é uma das mais antigas instituições paroquiais de Minas Gerais e um exemplo clássico do Barroco do século XVIII. Foi tombada pelo Patrimônio Histórico Nacional em novembro de 1949.

## Histórico
De acordo com um registro no Livro nº 1 da Irmandade, a Matriz é anterior a 1717, ano de emissão de uma certidão do primeiro casamento que teria ocorrido na Igreja. Acredita-se que o altar de São Miguel e Almas foi revestido de ouro pelo mestre pintor Antônio de Caldas em 1745, assim como o altar de Nossa Senhora do Rosário. Data de 1754 uma petição dos residentes da paróquia e uma autorização do Ouvidor Geral para o douramento do altar-mor, que se iniciou em 1755, de acordo com a documentação. Os altares revestidos por ouro refletem o estilo mais evoluído do Barroco Mineiro.
As obras na fachada da Igreja pelo pedreiro Domingos Coelho foram concluídas em 1771 e 1777. A construção da Matriz foi finalizada em 1779, data inscrita em seu frontispício.

## Características
A parte exterior da Matriz traz as influências da reforma introduzida por Aleijadinho, em um estilo característico de Minas Gerais. A igreja é constituída principalmente por pedra, incluindo as colunas, cunhais, cimalha, portada e as sacadas de sua fachada. Na porção central do frontispício forma-se um arco e óculo trilobado, envidraçados e emoldurados por pedra. Sua portada em pedra, ladeada por duas janelas, tem sua parte superior formada por uma composição esculpida e uma cruz. Acima da curva na parte superior da fachada está o frontão, com estruturas em espiral, curvas e a cruz central de pedra. As torres sineiras ladeiam esse conjunto.
No interior da Matriz encontram-se pinturas de caráter ilusionista do Mestre Ataíde, com cores claras e translúcidas, representando o Santo Antônio, a Virgem e o Menino Jesus. No altar-mor existe uma imagem de Santo Antônio, empunhando a cruz de Cristo na mão direita e o menino Jesus no braço esquerdo. Nas paredes laterais encontram-se dois estábulos, pintados em tela, um representando o banquete das Bodas de Caná e o outro a Santa Ceia. Também se destaca o arco-cruzeiro: a tarja no alto dele é constituída pela esfera armilar, rodeada por estrelas e emoldurada por elementos barrocos, com uma coroa real com duas bandeiras de cada lado em sua parte superior. O conjunto é ladeado por anjos.